# Małgorzata Pieńkowska
Małgorzata Pieńkowska, primo voto Sobala (ur. 19 maja 1965 we Wrocławiu) – polska aktorka filmowa i teatralna.

## Życiorys

### Wykształcenie
Absolwentka IV Liceum Ogólnokształcącego im. Marii Skłodowskiej-Curie w Olsztynie oraz Wydziału Aktorskiego Państwowej Wyższej Szkoły Teatralnej im. Aleksandra Zelwerowicza w Warszawie (1988), opiekunem jej roku był Jan Englert.

### Kariera aktorska
Zadebiutowała 4 października 1987 rolami Szambelanowej i Zerzabelli w Czystym szaleństwie w reżyserii Jana Englerta. Za rolę dyplomową została nagrodzona na IV Ogólnopolskim Przeglądzie Spektakli Dyplomowanych Szkół Teatralnych w Łodzi.
Za debiut w Teatrze Telewizji, w ekranizacji Księżyc świeci nieszczęśliwym Eugene’a O’Neilla, w reż. Jana Englerta otrzymała nagrodę Telewizji Polskiej. Była aktorką Teatru Polskiego w Warszawie (1988-1995) oraz Teatru Ateneum im. Stefana Jaracza w Warszawie (1996-2011). Gościnnie występowała na deskach Teatru Scena Prezentacje (1998, 2005), Teatru Praga Warszawa (2010), Teatru Kwadrat im. Edwarda Dziewońskiego w Warszawie (2012) oraz Teatru Powszechnego im. Zygmunta Hübnera w Warszawie (2015). Od 2017 jest aktorką Teatru Nowego im. Kazimierza Dejmka w Łodzi.
W swoim dorobku artystycznym ma kilkadziesiąt ról teatralnych w spektaklach reżyserów, takich jak np. Kazimierz Dejmek, Szczepan Szczykno, Maciej Prus, Agnieszka Glińska i Tomasz Zygadło. Wystąpiła także w kilku słuchowiskach Teatru Polskiego Radia. 

### Pozostałe przedsięwzięcia
Bierze udział w Tenisowych Turniejach Aktorów i Artystów.
Współpracowała z Formacją Nieżywych Schabuff, śpiewając refren w utworze „Klub wesołego szampana” (1988). Brała udział w czwartej edycji programu rozrywkowego Polsatu Dancing with the Stars. Taniec z gwiazdami (2015) i gościnnie wystąpiła w jednym odcinku dziewiątej edycji programu Twoja twarz brzmi znajomo (2018).
Od 2016 roku występowała w reklamach leków uspokajających Positivum.

### Życie prywatne
W latach 1991–2005 jej mężem był Jacek Sobala, z którym ma córkę, Inę (ur. 1991), także aktorkę. Od 2006 jest w związku z Andrzejem Nersem, którego teściem był Wiesław Gołas.
W 2003 przeszła chorobę nowotworową piersi.
Od kilku lat wspiera Dom Pomocy Społecznej dla Dzieci i Młodzieży, prowadzony przez siostry dominikanki.

## Nagrody
- 1988 – nagroda za rolę w przedstawieniu „Czyste szaleństwo” na VI Ogólnopolskim Przeglądzie Spektakli Dyplomowych Szkół Teatralnych w Łodzi[13].
- 1988 – nagroda TVP za debiut w teatrze telewizji, w sztuce „Księżyc świeci nieszczęśliwym” w reżyserii Jana Englerta[14].
- 2016 – Nagroda Prezydenta Miasta Olsztyna podczas IV Olsztyńskich Spotkań Jednego Aktora „Solo”[15].
- 2016 – Toruń - XXXI Toruńskie Spotkania Teatrów Jednego Aktora - nagroda Związku Artystów Scen Polskich za kreację aktorską w monodramie „Zofia”[3][16].

## Filmografia
- 1986: Maskarada jako aktorka grająca w „Maskaradzie”
- 1987: Trzy kroki od miłości jako garderobiana Grażyna
- 1988: Królewskie sny jako Katarzyna, służąca Sonki
- 1990: Jan Kiliński jako Marianna Kilińska, żona Jana
- 1994: Jest jak jest jako Teresa, żona Darka
- 2000: Klan jako doktor Ligocka, lekarz w Centrum Medycznym „El-Med” (odc. 327, 328, 330)
- 2000: Twarze i maski jako Anna Wirowska
- od 2000: M jak miłość jako Maria Rogowska (primo voto Zduńska)
- 2005: Boża podszewka II jako nauczycielka w gimnazjum (odc. 5 i 7)
- 2006: Pensjonat pod Różą jako Aldona (odc. 104 i 105)
- 2016–2017: Druga szansa jako matka Sary Daymer

## Polski dubbing
- 1991–1998: Niegrzeczni panowie (Men Behaving Badly) jako Dorothy
- 1992–1999: Niegrzeczni panowie (Men Behaving Badly) jako Dorothy
- 1994: Prowincjonalne życie (Country Life) jako Sully

## Teatr

### WTeatrze Telewizji
- 1988 – Księżyc świeci nieszczęśliwym – Josie
- 1989 – Chłodna jesień – Tunia
- 1989 – Kwartet – Regina
- 1990 – Drugie życie – Swietłana
- 1990 – Obrona Ksantypy – Sofrone
- 1990 – Pani King
- 1991 – Bananowy interes – Maggie Cutwell
- 1992 – Lekarz miłości – Marta Powielska
- 1992 – Moralność Pani Dulskiej – Hanka
- 1992 – W małym domku – Maria
- 1993 – Lato – Lili
- 1993 – Pan Geldhab – Flora
- 1993 – Tessa – Kate
- 1993 – W kółko to samo – Dziewczyna
- 1994 – Aszantka – Władka
- 1994 – Lekarz mimo woli – Jagusia
- 1994 – Po tamtej stronie – Pelagia
- 1994 – Testament Szekspira- Zuzanna Szekspir
- 1995 – Mutanci – Liza
- 1996 – Komedia sytuacyjna- Doris Summerskill
- 1996 – Podporucznik Kiże – Awdotia
- 1996 – Szczęśliwy książę – hafciarka
- 1997 – Księga raju – Matka* 1997 – Legenda o świętym Wojciechu- Wiarołomna Kobieta
- 1998 – Naparstek Pana Boga -Matka
- 1998 – Yes Panie McLuhan – Wanda
- 2000 – Błahostka- Stella

### Na deskachTeatru Polskiego
- 1988 – Zemsta – Klara
- 1989 – Oni – Rosika Pragnier
- 1990 – Najwyborniejsza opowieść o Kupcu weneckim – Jessica
- 1991 – Dom kobiet – Ewa Łasztówna
- 1991 – Szkoła obmowy – Magdusia
- 1992 – Peepshow – Lady O
- 1992 – Zaczarowana królewna
- 1993 – Powrót Odysa – Melanto
- 1993 – Szczęśliwe wydarzenie – Żona
- 1994 – Stracone zachody miłości – Księżniczka
- 1995 – Zwodnica – Izabela

### Na deskachTeatru Scena Prezentacje
- 1998 – Była kobietą mojego życia – Frankie
- 2005 – Kuchnia i uzależnienia – Martine

### Na deskachTeatru Ateneum
- 1996 – Sen wujaszka – Nastazja Pietrowna Ziabłowa
- 1997 – Korowód – Młoda mężatka
- 1997 – Szalony dzień, czyli wesele Figara – Franusia
- 1998 – Wujaszek Wania – Helena Andriejewna
- 1999 – Moralność Pani Dulskiej – Juliasiewiczowa
- 2006 – Pokojówki – Pani
- 2007 – Kolaboracja – Lotta Zweig

### Na deskachTeatru Praga
- 2010 – Exit 8 – Tancerka
- 2011 – Exit 8 – Tancerka